# 아스키 (기업)
아스키(일본어: 株式会社アスキー, 영어: ASCII Corporation)는 일본의 컴퓨터 잡지 출판사였다.

## 역사
1977년에 설립되었고 《월간 아스키》, 《패미통》, 《로그인》 등의 잡지를 발행했다. MSX 규격을 만드는 데 참여하였고 〈더비 스탈리온〉 비디오 게임 시리즈, RPG 만들기 소프트웨어를 만들기도 했다.
한때는 손정의가 대표로 있는 소프트뱅크와 견줄 정도의 기업이었음에도 사업 다각화에 실패함으로써 경영난에 빠졌으나, CSK의 지원을 받아 회생하였다. 현재 사명을 주식회사 미디어리브스로 바꾸었고 가도카와 쇼텐 그룹의 지주회사인 가도가와그룹 홀딩즈의 자회사이다. 현존하는 주식회사 아스키는 과거 자회사였던 아스트로 아츠가 명칭을 바꾼 회사로 컴퓨터 관련 출판 사업을 하고 있다.
2008년 4월 1일 출판 회사인 미디어웍스를 인수하였다. 미디어웍스는 사명이 아스키 미디어 웍스로 변경되었다.

## 같이 보기
- 아스키 미디어 웍스